# Dendrobium pseudodichaea
Dendrobium pseudodichaea är en orkidéart som beskrevs av Friedrich Fritz Wilhelm Ludwig Kraenzlin. Dendrobium pseudodichaea ingår i släktet Dendrobium, och familjen orkidéer. Inga underarter finns listade i Catalogue of Life.